# Haluge (Višegrad, BiH)
Haluge su naseljeno mjesto u općini Višegradu, Republika Srpska, BiH.

## Stanovništvo
Nacionalni sastav stanovništva 1991. godine, bio je sljedeći:
| Narod  | Broj stanovnika |
| ------ | --------------- |
| Srbi   | 92              |
| Ostali | 5               |
| Ukupno | 97              |